# 奧爾莫斯區
06°03′51″S 80°04′23″W / 6.06417°S 80.07306°W
奧爾莫斯區（西班牙語：Distrito de Olmos），是秘魯的一個區，位於該國西北部蘭巴耶克大區的蘭巴耶克省，面積5,335.3平方公里，海拔高度175米，2005年人口36,548，人口密度每平方公里6.9人。